# Sumpf-Platterbse
Die Sumpf-Platterbse (Lathyrus palustris) ist eine Pflanzenart aus der Gattung Platterbsen (Lathyrus) in der Unterfamilie der Schmetterlingsblütler (Faboideae). Sie ist auf der Nordhalbkugel in Eurasien und im östlichen Nordamerika weitverbreitet.

## Beschreibung

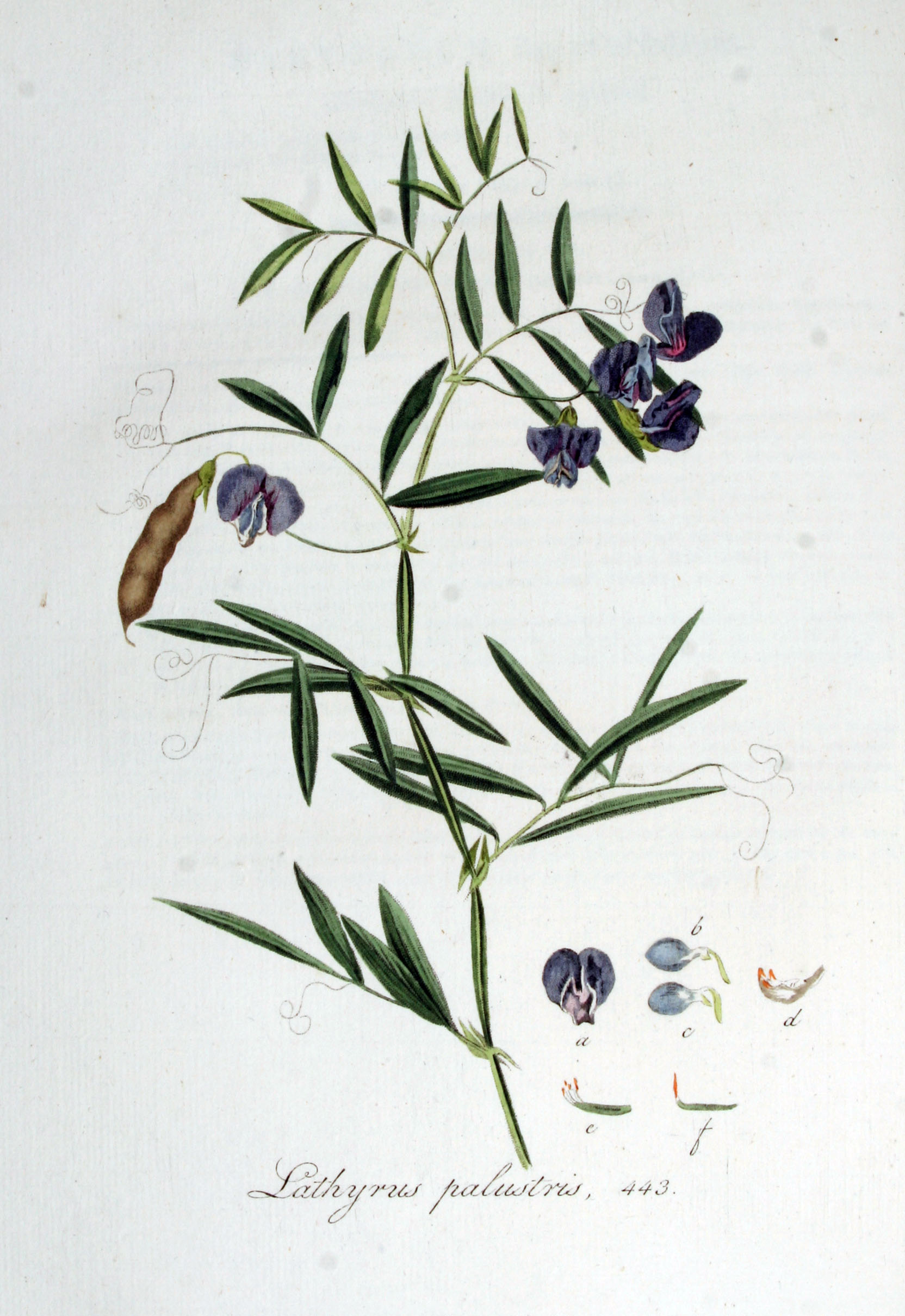
Illustration aus Flora Batava, Volume 6

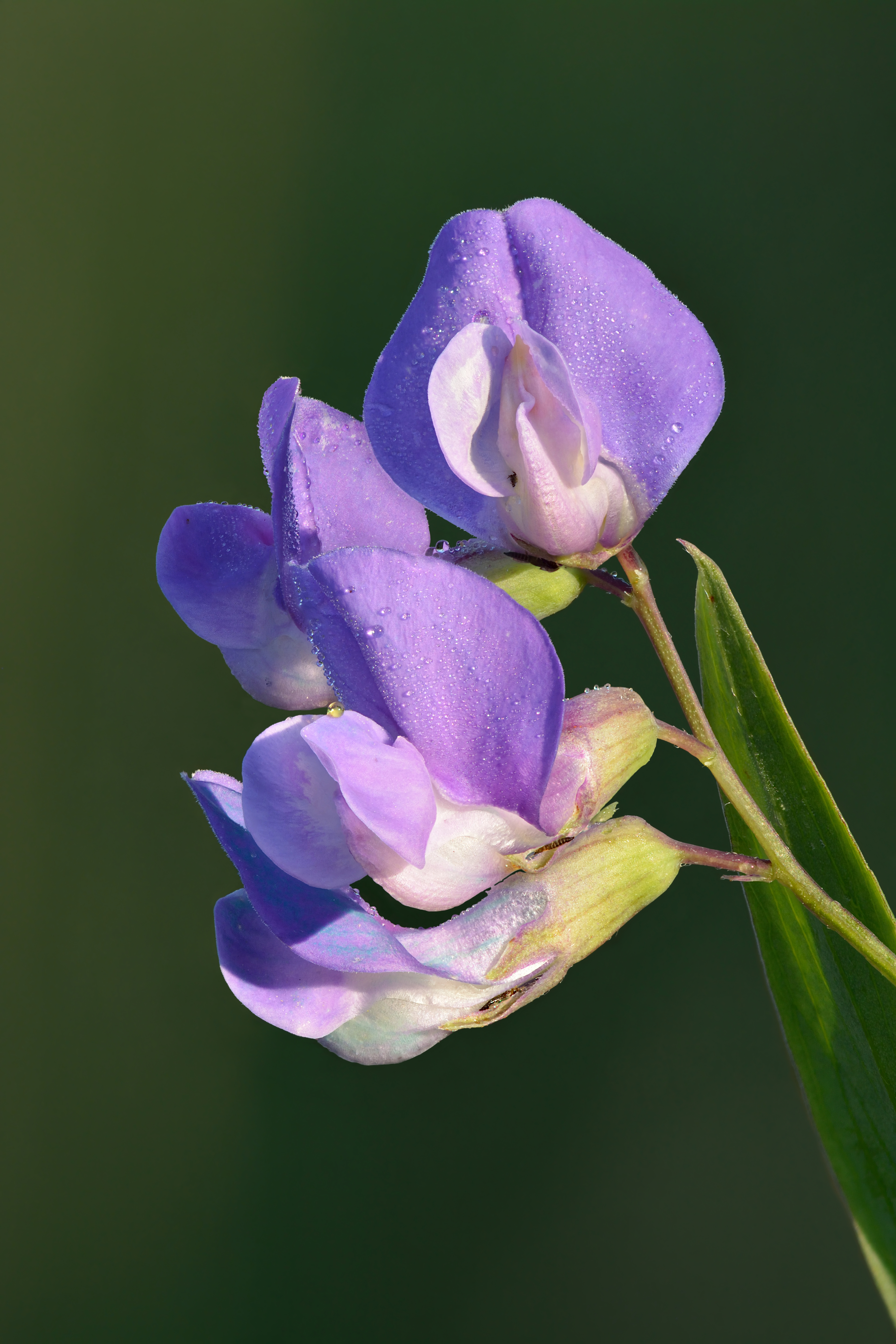
Blütenstand

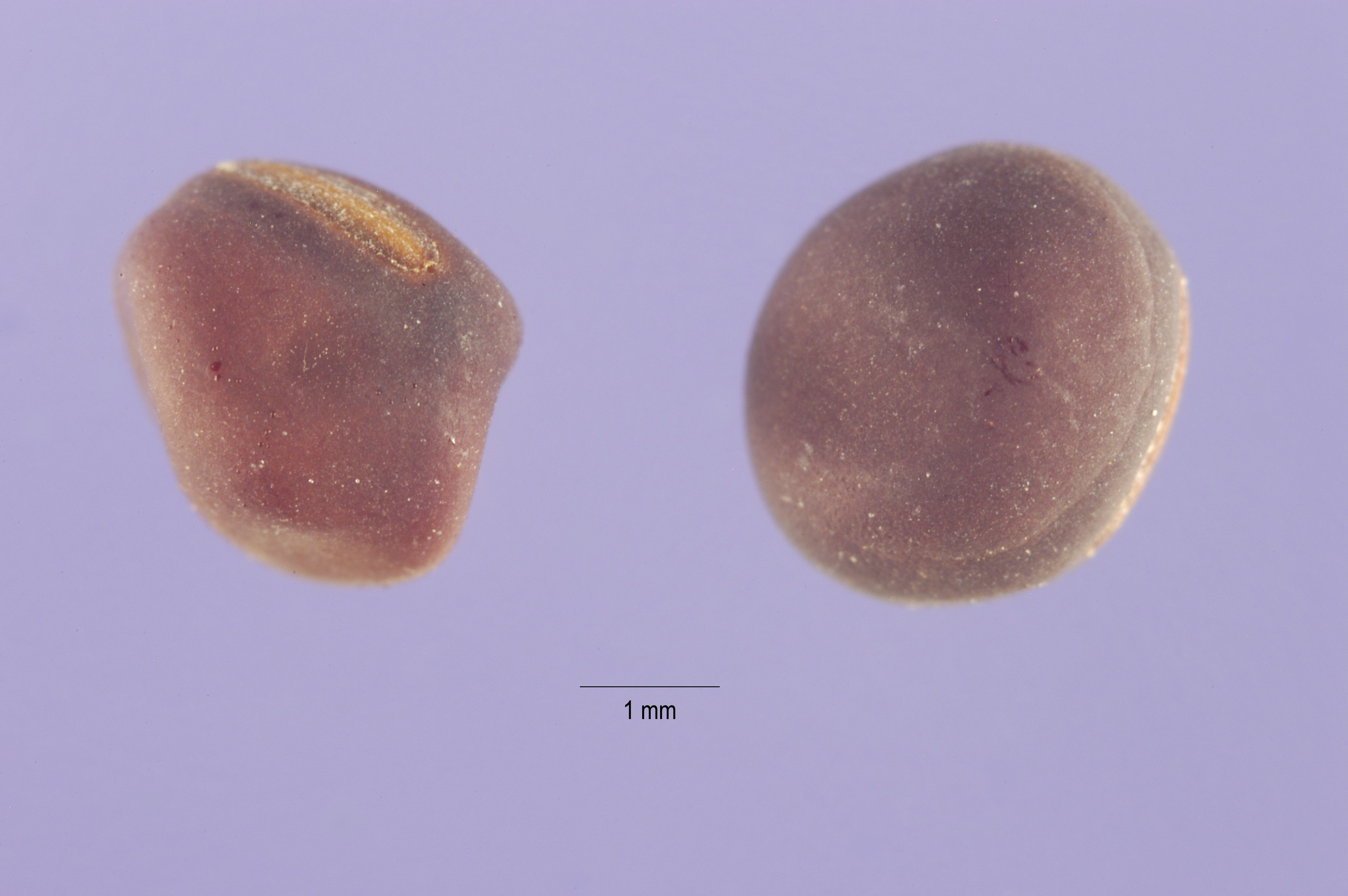
Samen

## Erscheinungsbild und Blatt
Die Sumpf-Platterbse ist eine klimmende, ausdauernde krautige Pflanze mit dünnen, ästigen Bodenausläufern. Die oberirdischen, vegetativen Pflanzenteile sind meist völlig kahl und von meergrüner Färbung. Der kletternde oder niederliegende Stängel ist 30 bis 100 Zentimeter lang, einfach oder verzweigt und mit den schmalen Flügeln 2 bis 4 mm breit.
Die wechselständig angeordneten Laubblätter sind kürzer oder auch etwas länger als die Internodien und sind in Blattstiel sowie Blattspreite gegliedert. Der Blattstiel ist relativ kurz und kaum geflügelt. Die gefiederte Blattspreite besitzt zwei oder drei, selten fünf Paare kurz gestielter Blättchen mit kräftiger, einfacher oder meist ästiger Ranke. Die Blättchen sind bei einer Länge von 3 bis 6 Zentimetern sowie einer Breite von 3 bis 8 Millimetern meist lanzettlich mit meist spitzem oberen Ende. Die bläulich-grünen und unterseits etwas heller gefärbten Blättchen besitzen in der Regel fünf Längsnerven. Die Nebenblätter sind halbpfeilförmig bis halbspießförmig, mehr oder weniger so lang oder etwas kürzer als der Blattstiel und oft ohne deutliche Nerven.

### Blütenstand und Blüte
Die Blütezeit reicht von Juni bis August. Die traubigen Blütenstände sind in etwa so lang wie die Laubblätter und besitzen eine dünne, bogige Achse. Sie bestehen aus zwei bis sechs an kurzen Stielen in den Achseln pfriemlicher, hinfälliger Tragblätter. Die nickenden Blüten verströmen einen schwachen Duft.
Die zwittrigen Blüten sind 1,5 bis fast 2 Zentimeter lang, zygomorph und fünfzählig mit doppelter Blütenhülle. Die fünf Kelchblätter sind kurz glockig, sehr schief verwachsen und der Kelch endet in lanzettlichen, oft kurz gewimperten Kelchzähnen. Die unteren Kelchzähne sind etwa so lang wie die Kelchröhre und die oberen sind, stark aufwärts gekrümmt sowie viel kürzer. Die fünf hell blauvioletten bis lilafarbenen Kronblätter stehen in der typischen Form der Schmetterlingsblüte zusammen. Die Fahne besitzt einen ziemlich langen Nagel und eine verkehrt-eiförmige Platte. Diese ist wenig länger als die Flügel und das weißliche Schiffchen.

### Frucht und Samen
Die abstehenden bis nickenden, bei Reife kastanienbraunen Hülsenfrüchte sind etwa 3 bis 4 Zentimeter lang und 6 bis 7 Millimeter breit, etwas aufgedunsen und nach beiden Enden kurz verschmälert. Sie besitzen stark hervortretende Netznerven und enthalten in der Regel neun bis zwölf (bis 20) Samen.
Die ziemlich glatten und rötlich-braunen Samen sind bei einem Durchmesser von etwa 3,5 Millimetern fast kugelig.

### Chromosomensatz
Die Chromosomenzahl beträgt 2n = 42.

## Vorkommen und Gefährdung
Die Sumpf-Platterbse ist auf der Nordhalbkugel in Mittel- und Nordeuropa bis Skandinavien und Island, Irland, Belgien, Frankreich, Iberische Halbinsel, Apenninen-Halbinsel, Balkanhalbinsel, Ukraine, Sibirien, Sachalin, Japan und im östlichen Nordamerika weitverbreitet.

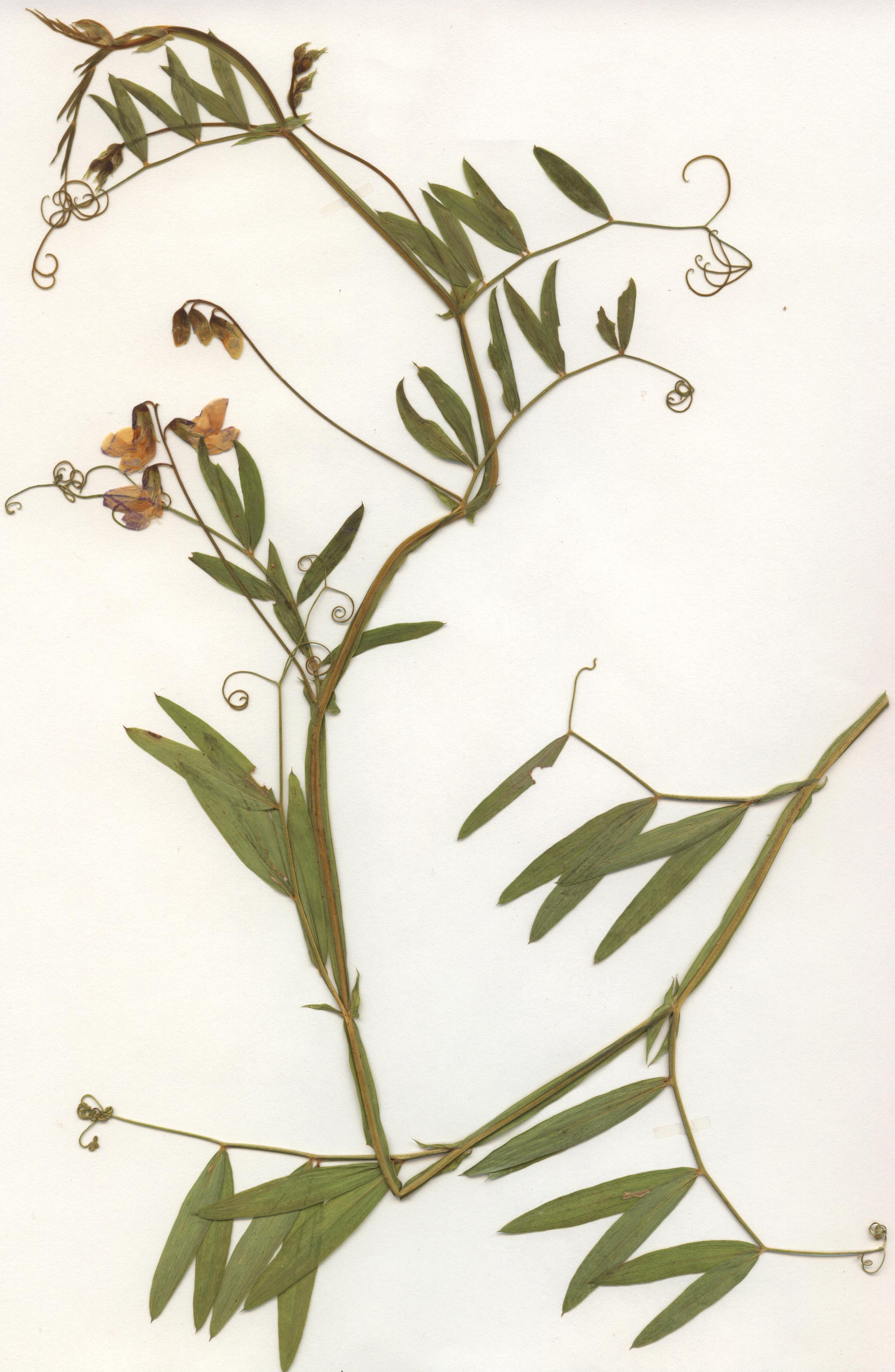
Herbarbeleg von 1984; das Sammeln bzw. Herbarisieren von Lathyrus palustris ist heute in Deutschland nach der aktuellen BArtSchV streng verboten.

Die Sumpf-Platterbse wächst in Rohrsümpfen, Seewiesen und Auengebüschen. Sie ist eine Charakterart der Ordnung Molinietalia und kommt besonders in Gesellschaften des Verbands Cnidion dubii aber auch der Verbands Magnocaricion vor.
Viele der Standorte in Mitteleuropa scheint Lathyrus palustris erst nach 1700 erreicht zu haben. Die älteste Angabe für Deutschland stammt von Ruppius in der Flora Jenensis, die 1718 erschienen ist. Er nennt sie Lathyrus palustris flore orobi nemorensis verni nondum descriptus.
Sie kann Röhrichte, Seeufer usw. nur dort dauernd besiedeln, wo nicht regelmäßig starke Wasserstandsschwankungen, insbesondere Überschwemmungen auftreten. An den Alpenflüssen reicht die Sumpf-Platterbse deshalb nur so weit aufwärts, wie größere Seebecken die Wasserstandsschwankungen mildern. Zumindest in Norddeutschland ist diese Platterbse aber eine Art der Überschwemmungswiesen. Mit ihren engen Standortansprüchen hängt es auch zusammen, dass diese Art kaum jemals auf künstliche Standorte übergeht. Die Sumpf-Platterbse ist in Deutschland nur stellenweise häufiger anzutreffen; so vor allem im Elbe- und Donaugebiet. In den anderen deutschen Regionen ist sie meist nur sehr selten zu finden.
In Deutschland liegt eine Gefährdungskategorie von 3+ = „gefährdet“ vor und Lathyrus palustris ist besonders geschützt in Deutschland.
In der Schweiz gilt Lathyrus palustris im Jura als ausgestorben und im Mittelland sowie auf der Alpennordflanke als VU „Vulnerable“ = gefährdet; in anderen Gebieten kam sie nicht vor. Die ökologischen Zeigerwerte nach Landolt et al. 2010 sind in der Schweiz: Feuchtezahl F = 4+w (nass aber mäßig wechselnd), Lichtzahl L = 4 (hell), Reaktionszahl R = 4 (neutral bis basisch), Temperaturzahl T = 4 (kollin), Nährstoffzahl N = 2 (nährstoffarm), Kontinentalitätszahl K = 4 (subkontinental), Salztoleranz 1 = tolerant.

## Taxonomie und Systematik
Die Sumpf-Platterbse wurde 1753 von Carl von Linné in Species Plantarum Band 2, Seite 733 als Lathyrus palustris erstbeschrieben.
Es können folgende Unterarten unterschieden werden:
- Lathyrus palustris subsp. nudicaulis (Willk.) P. W. Ball: Sie kommt in Portugal und Spanien vor.[5]
- Lathyrus palustris subsp. palustris
- Lathyrus palustris subsp. pilosus (Cham.) Hultén: Sie kommt in Europa im nördlichen Russland vor.[5]